# Llista de governadors de Colima

Escut de Colima

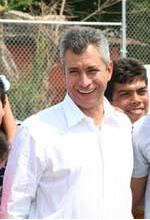
Mario Anguiano Moreno

Aquesta és la llista dels governadors de Colima. El governador constitucional de l'estat lliure i sobirà de Colima, és el comandant cap de les forces militars estatals i primer mandatari del poder executiu estatal, és aquell individu que és elegit per a un període de sis anys sense reelecció per cap motiu, segons la constitució política estatal en l'exercici del poder executiu de l'entitat. El període governamental comença el dia 1 de novembre de l'any de l'elecció i acaba el 31 d'octubre després d'haver transcorregut sis anys. Des del 3 de juny de 1967 l'Estat de Colima està dividit en deu municipis; Armería, Colima, Comala, Tecomán, Coquimatlán, Cuauhtémoc, Ixtlahuacán, Manzanillo, Minatitlán i Villa de Álvarez. Són liderats per alcaldes o presidents municipals electes per votació popular, cada tres anys, per presidir els cabildos dels ajuntaments.

## Alcaldes del Partit de Colima (1821-1824)
- Anastasio Brizuela Salcedo

## Caps Polítics del Territori Federal de Colima (1824-1836)
- Anastasio Brizuela Salcedo
- Martín Anguiano (1826)

## Caps polítics del Territori Federal de Colima (1847-1857)
1. (1852 - 1857): Manuel Álvarez Zamora

## Governadors de l'Estat Lliure i Sobirà de Colima
1. (19/07/1857 - 26/08/1857): Manuel Álvarez Zamora
2. (26/08/1857 - 07/09/1857): José Washington de Velasco (interí)
3. (07/09/1857 - 06/01/1858): José Silverio Núñez
4. (06/01/1858 - 07/08/1859): Ricardo Palacio (interí)
5. (07/08/1859 - 21/04/1859): Miguel Contreras Medellín (interí)
6. (21/04/1859 - 28/05/1859): Juan Manuel Salazar
7. (28/05/1859 - 29/08/1859): Jerónimo Calatayud (interí)
8. (29/08/1859 - 02/12/1861): Miguel Contreras Medellín (interí)
9. (02/12/1861 - 16/02/1862): Urbano Gómez
10. (16/02/1862 - 16/03/1862): Salvador Brihuega (interí)
11. (16/03/1862 - 16/05/1862): Manuel F. Toro (interí)
12. (16/05/1862 - 01/07/1862): Florencio Villarreal (interí)
13. (01/07/1862 - 25/11/1862): Julio García (interí)
14. (25/11/1862 - 07/02/1863): Ramón R. de la Vega
15. (28/11/1864 - 27/12/1866): José María Mendoza (prefecte imperial)
16. (27/12/1866 - 31/01/1867): Felipe Chacon (prefecte imperial) (interí)
17. (02/02/1867 - 11/09/1867): Ramón R. de la Vega
18. (11/09/1867 - 12/09/1871): Francisco Javier Cueva
19. (12/09/1871 - 15/02/1873): Francisco Santa Cruz
20. (15/02/1873 - 13/07/1877): Filomeno Bravo
21. (13/07/1877 - 16/06/1880 : Doroteo López
22. (17/06/1880 - 21/09/1880 : Pedro A. Galván
23. (21/09/1880 - 16/09/1883): Francisco Santa Cruz
24. (16/09/1883 - 01/11/1883): Miguel de la Madrid Guerrero
25. (01/11/1883 - 31/10/1887): Esteban García de Alba
26. (01/11/1887 - 29/11/1893): Gildardo Gómez Campero
27. (29/11/1893 - 20/11/1897): Francisco Santa Cruz (interí)
28. (20/11/1897 - 31/10/1899): Carlos Meillón
29. (01/11/1899 - 08/05/1902): Francisco Santa Cruz
30. (08/05/1902 - 19/05/1911): Enrique O. de la Madrid
31. (20/05/1911 - 31/10/1911): Miguel García Topete
32. (01/11/1911 - 07/04/1913): José Trinidad Alamillo
33. (07/04/1913 - 16/03/1913): Vidal Fernández (interí)
34. (16/03/1913 - 10/04/1913): Roberto F. Barney (interí)
35. (10/04/1913 - 11/04/1913): Miguel M. Morales (interí)
36. (11/04/1913 - 12/04/1913): Julián Jaramillo (interí)
37. (12/04/1913 - 24/04/1914): Juan A. Hernández (interí)
38. (24/04/1914 - 20/07/1914): Antonio Delgadillo (interí)
39. (20/07/1914 - 15/07/1914): Juan G. Cabral (interí)
40. (15/07/1914 - 21/07/1914): Francisco Carvajal (interí)
41. (21/07/1914 - 25/09/1914): Eduardo Ruiz (interí)
42. (01/10/1914 - 15/11/1914): Ignacio Padilla (interí)
43. (15/11/1914 - 18/07/1914): Juan José Ríos
44. (18/07/1914 - 24/12/1914): Winstano Luis Orozco (interí)
45. (24/12/1914 - 06/01/1915): Esteban Baca Calderón (interí)
46. (06/01/1915 - 30/06/1917): Juan Jacobo Valadez (interí)
47. (30/06/1917 - 31/10/1919): José Felipe Valle (interí)
48. (01/11/1919 - 31/10/1923): Miguel Álvarez García
49. (01/11/1923 - 25/04/1925): Gerardo Hurtado Sánchez (interí)
50. (25/04/1925 - 31/10/1927): Simón García Ortega (interí)
51. (01/11/1927 - 06/08/1931): Laureano Cervantes
52. (07/08/1931 - 31/07/1935): Salvador Saucedo
53. (01/11/1933 - 06/08/1933): Salvador G. Govea (interí)
54. (01/08/1935 - 31/10/1935): José Campero (interí)
55. (01/11/1935 - 31/10/1939): Miguel G. Santa Ana
56. (01/11/1939 - 31/10/1943): Pedro Torres Ortiz
57. (01/11/1943 - 31/10/1949): Manuel Gudiño Díaz
58. (01/11/1949 - 31/10/1955): Jesús González Lugo
59. (01/11/1955 - 31/10/1961): Rodolfo Chávez Carrillo
60. (01/11/1961 - 31/10/1967): Francisco Velasco Curiel
61. (01/11/1967 - 31/10/1973): Pablo Silva García
62. (31/12/1973 - 31/01/1974): Leonel Ramírez García (interí)
63. (31/01/1974 - 31/10/1979): Arturo Noriega Pizano
64. (01/11/1979 - 31/10/1985): Griselda Álvarez Ponce de León
65. (01/11/1985 - 31/10/1991): Elías Zamora Verduzco
66. (01/11/1991 - 31/10/1997): Carlos de la Madrid Virgen
67. (01/11/1997 - 31/10/2003): Fernando Moreno Peña
68. (01/11/2003 - 31/12/2003): Carlos Flores Dueñas (interí)
69. (31/12/2003 - 24/02/2005): Gustavo Vázquez Montes
70. (24/02/2005 - 05/05/2005): Arnoldo Ochoa González (interí)
71. (05/05/2005 - 31/10/2009): Silverio Cavazos
72. (01/11/2009 - 31/10/2015): Mario Anguiano Moreno